# HMS Viksten (M33)
HMS Viksten (M33) var en minsvepare i svenska flottan av  fiskeminsvepare och sjösattes 1974. Hon var det första fartyget som byggdes i plast (Sandwich). Viksten ingick i kustflottans minsvepar- och minröjningsflottiljer som i fredstid utbildade officerare och värnpliktiga till krigsorganisationens Minkrigsavdelningar. Fram till början av 2000-talet tjänstgjorde hon som minsvepare. Därefter moderniserades hon och användes som skolfartyg för utbildning av kadetter och officerare i navigering och manövrering inom Skoldivisionen. I december 2007 såldes Viksten för att fram till 2017 användas som utbildningsfartyg för blivande sjöbefäl på Strömstads Gymnasium. År 2017 såldes den vidare till Marina Läroverket i Stocksund där den nu används i utbildningen.
Att hon ser ut som en fiskebåt beror på att fartygstypen användes för att utbilda krigsbesättningar till alla de så kallade hjälpminsvepare som skulle mobiliseras vid krig. Hjälpminsveparna var vanliga trålare som konverterades till minsvepare genom att byggas om invändigt för besättningen, förses med utrustning för mekanisk, magnetisk och akustisk minsvepning och beväpnas. Detta var förberett i fredstid, all utrustning fanns i krigsförråd och ombyggnaden kunde göras på några dygn. 
Alla flottans fiskeminsvepare utom Viksten var byggda i trä på traditionellt vis, eftersom ståltrålare var oanvändbara på grund av stålskrovets magnetism. När Karlskronavarvet byggde Viksten i glasfiberarmerad plast var tanken att det skulle ha byggts fler fartyg till civila fiskare som i händelse av krig skulle kunna tjänstgöra som minsvepare. Endast ett sådant projekt blev av: fiskebåten Astrid av Rörö, byggd 1981 på Karlskronavarvet. Hon köptes av Marinen 1988 i dåligt skick, reparerades och användes sedan några år som bevakningsbåt av Västkustens marinkommando under namnet HMS Rörö. Rörö såldes 1994 tillbaka till användning som civil fiskebåt och finns i Norge.